# 陈省身数学奖
陈省身数学奖是中华人民共和国为纪念华裔数学家陈省身而设置的数学奖项，1986年设立，由中国数学会与刘永龄基金会主办，现为每两年评选一次、每届两人。旨在奖励于不同时段在数学领域做出突出成果的中国中青年数学家，为中国数学界最重要的奖项之一。

## 历任获奖者
| 届次     | 年份   | 获奖者 | 所属单位                               |
| -------- | ------ | ------ | -------------------------------------- |
| 第一届   | 1987年 | 钟家庆 | 中国科学院数学研究所                   |
| 第一届   | 1987年 | 张恭庆 | 北京大学数学系                         |
| 第二届   | 1989年 | 李邦河 | 中国科学院系统科学研究所               |
| 第二届   | 1989年 | 姜伯驹 | 北京大学数学系                         |
| 第三届   | 1991年 | 肖刚   | 华东师范大学数学系                     |
| 第三届   | 1991年 | 冯克勤 | 中国科学技术大学数学系                 |
| 第四届   | 1993年 | 丁伟岳 | 中国科学院数学研究所                   |
| 第四届   | 1993年 | 忻元龙 | 复旦大学数学系                         |
| 第五届   | 1995年 | 洪家兴 | 复旦大学数学系                         |
| 第五届   | 1995年 | 马志明 | 中国科学院应用数学研究所               |
| 第六届   | 1998年 | 文兰   | 北京大学数学系                         |
| 第六届   | 1998年 | 王建磐 | 华东师范大学数学系                     |
| 第七届   | 2000年 | 王诗宬 | 北京大学数学系                         |
| 第七届   | 2000年 | 龙以明 | 南开大学数学系                         |
| 第八届   | 2002年 | 李嘉禹 | 中国科学院数学研究所                   |
| 第八届   | 2002年 | 周向宇 | 中国科学院数学研究所                   |
| 第九届   | 2003年 | 张伟平 | 南开大学数学系                         |
| 第九届   | 2003年 | 巩馥州 | 中国科学院应用数学研究所               |
| 第十届   | 2005年 | 段海豹 | 中国科学院数学研究所                   |
| 第十届   | 2005年 | 席南华 | 中国科学院数学研究所                   |
| 第十一届 | 2007年 | 吉敏   | 中国科学院数学研究所                   |
| 第十一届 | 2007年 | 宗传明 | 北京大学数学系                         |
| 第十二届 | 2009年 | 张继平 | 北京大学数学系                         |
| 第十二届 | 2009年 | 沈维孝 | 中国科学技术大学数学系                 |
| 第十三届 | 2011年 | 袁亚湘 | 中国科学院计算数学与科学工程计算研究所 |
| 第十三届 | 2011年 | 陈永川 | 南开大学组合数学研究中心               |
| 第十四届 | 2013年 | 孙笑涛 | 中国科学院数学与系统科学研究院         |
| 第十四届 | 2013年 | 叶向东 | 中国科学技术大学数学系                 |
| 第十五届 | 2015年 | 陈志明 | 中国科学院数学与系统科学研究院         |
| 第十五届 | 2015年 | 傅吉祥 | 复旦大学                               |
| 第十六届 | 2017年 | 戴彧虹 | 中国科学院数学与系统科学研究院         |
| 第十六届 | 2017年 | 朱小华 | 北京大学数学科学学院                   |
| 第十七届 | 2019年 | 吴臻   | 山东大学                               |
| 第十七届 | 2019年 | 张平   | 中国科学院数学与系统科学研究院         |
| 第十八届 | 2021年 | 田野   | 中国科学院数学与系统科学研究院         |
| 第十八届 | 2021年 | 黃文   | 中国科学技术大学数学系                 |
| 第十九届 | 2022年 | 陈兵龙 | 中山大学数学学院                       |
| 第十九届 | 2022年 | 刘若川 | 北京国际数学研究中心                   |
| 第二十届 | 2023年 | 付保华 | 中国科学院数学与系统科学研究院         |
| 第二十届 | 2023年 | 雷震   | 复旦大学数学科学学院                   |